# House Flipper
House Flipper — компьютерная игра в жанре симулятор, созданная компанией Frozen District и изданная PlayWay S.A.. Релиз игры состоялся 17 мая 2018 года. Её сиквел — House Flipper 2 был выпущен в 2023 году.

## Игровой процесс
Геймплей включает в себя ремонт собственности с целью получения прибыли. Задачи, которые могут быть выполнены, включают покраску, укладку, уборку, установку и снос. Игроки могут чинить и персонализировать собственные дома или покупать их с целью починки и продажи.

## Разработка
House Flipper изначально был небольшим экспериментальным проектом, созданным с участием 10 человек. Создавая геймплей, разработчики изучали видео на YouTube о ремонте и монтаже различных устройств и иногда общались со специалистами. В игре весь процесс был упрощён, так как цели создавать гипер реаличтичныий симулятор ремонта не было, в противном случае игроку наскучило бы уже через 30 минут. Разработчики заметили, что у них была проблема с рекламой игры, так как люди не понимали её жанр. Приходилось объяснять, что игра похожа на The Sims, но без режима жизни. Команда предпринимала множество попыток связаться с IKEA для выпуска тематического дополнения, но безуспешно.

## Отзывы
| Сводный рейтинг       | Сводный рейтинг       |
| Агрегатор             | Оценка                |
| --------------------- | --------------------- |
| Metacritic            | PC: 68/100 NS: 56/100 |
| OpenCritic            | 61/100                |
| Иноязычные издания    |                       |
| Издание               | Оценка                |
| Destructoid           | 6/10                  |
| Game Informer         | 6/10                  |
| Nintendo World Report | 7,5/10                |

Согласно агрегатору Metacritic, House Flipper получил «смешанные или средние отзывы», при этом несколько рецензентов отметили, что ремонт домов доставляет удовольствие, но поставили под сомнение его долгосрочную играбельность. Издание Kotaku считает, что игра помогает «воплотить своё видение приличного, продаваемого дома в этих кучах мусора кажется удивительным, особенно потому, что это происходит в таком детализированном масштабе». Журнал PC Gamer заявил, что «есть определённое удовольствие в том, чтобы взять ужасную комнату и сделать её красивой, и это довольно круто, что вы можете сносить (и восстанавливать) стены, но я просто не нахожу акт медленной и механической покраски и уборки приносящим удовольствие». House Flipper стал бестселлером в Steam. Летом 2018 года, благодаря уязвимости в защите Steam Web API, стало известно, что точное количество пользователей сервиса Steam, которые играли в игру хотя бы один раз, составляет 351 645 человек.

### Награды
Игра была номинирована на премию National Academy of Video Game Trade Reviewers Awards в категории «Игра, симулятор». House Flipper также удостоилась награды Poznań Game Arena как лучшая польская инди-игра 2018 года.